# آناتاهان
آناتاهان (به اسپانیایی: Anatahan) یک کوه در جزایر ماریانای شمالی است که در اقیانوس آرام واقع شده‌است.

## خصوصیات
آناتاهان غیرمسکونی می‌باشد و ۷۹۰ متر بالاتر از سطح دریا واقع شده‌است.